# Haseley
Haseley est un village du Warwickshire, en Angleterre. Il forme la paroisse civile de Beausale, Haseley, Honiley and Wroxall avec les villages voisins de Beausale, Honiley et Wroxall. Administrativement, il dépend du district de Warwick.

## Démographie
Au recensement de 2011, la paroisse civile de Beausale, Haseley, Honiley and Wroxall comptait 623 habitants.

## Culture locale et patrimoine

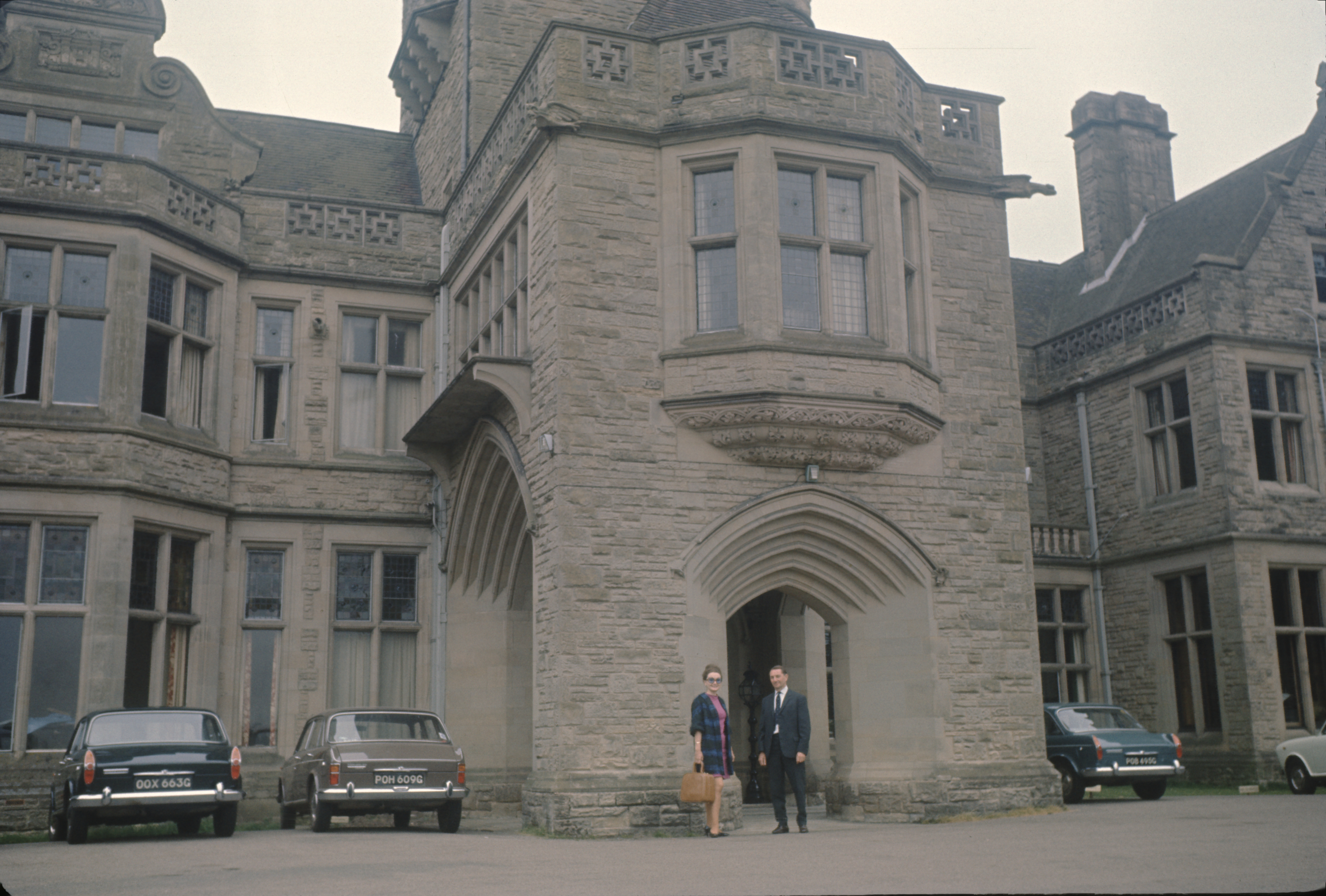
Haseley Manor.

Le village abrite Haseley Manor (en), un manoir construit en 1875 dans les styles néogothique et néo-élisabéthain. C'est un monument classé de grade II depuis 1987.